# Érika Miranda
Érika de Souza Miranda (ur. 4 czerwca 1987 w Brasílii) – brazylijska judoczka, sześciokrotna medalistka mistrzostw świata. 
Zdobywczyni srebrnego mistrzostw świata w Rio de Janeiro w kategorii do 52 kg. W 2014 stanęła na najniższym stopniu podium mistrzostw świata w Czelabińsku. Uczestniczka igrzysk olimpijskich w Londynie (2012) oraz w Rio de Janeiro (2016).
Dwukrotna wicemistrzyni igrzysk panamerykańskich (2007, 2011). Startowała w Pucharze Świata w latach 2007–2011, 2013, 2014 i 2017.